# Kasteel Munkegoed
Het Kasteel Munkengoed (ook: Kasteel De Munken) is een kasteel in de Belgische plaats Wingene (provincie West-Vlaanderen), gelegen aan Munkelostraat 35.

## Geschiedenis
In 1274 werd een landgoed op woeste grond door Maria van Hertsberge geschonken aan de Abdij Ten Duinen. Dit goed werd tijdens de godsdienstoorlogen in de 2e helft van de 16e eeuw geplunderd en verlaten. Begin 17e eeuw werd het goed weer in gebruik genomen en er verschenen enkele boerderijen met bijgebouwen. In 1796 werd het domein als publiek goed verkocht. Het Oud Munke Casteel werd gesplitst in twee woonhuizen.
In 1852 gaf de toenmalige eigenaar, Constantinus Ophoven-Suys, opdracht tot een ingrijpende verbouwing, waarbij de twee woonhuizen weer samengevoegd werden tot een enkel kasteel. De grachten werden gedempt. De bossen en landbouwgebieden werden omgevormd tot park, ofwel, grond van vermaak. Ook werd een nieuwe hoeve gebouwd.

## Gebouw
Het betreft een sober neogotisch kasteel, omringd door een park in laat 19e-eeuwse landschapsstijl. Hierin bevindt zich een vijver.
Het kasteel en het domein zijn niet toegankelijk.